# Коларец (Мехединци)
Коларец (рум. Colareț) насеље је у Румунији у округу Мехединци у општини Тамна. Oпштина се налази на надморској висини од 260 m.

## Становништво
Према подацима из 2002. године у насељу је живело 207 становника, од којих су сви румунске националности.